# Peter Pickel
Peter Pickel (* 5. November 1948 in Flensburg) ist ein ehemaliger deutscher Handballspieler.

## Leben
Pickel spielte in seiner Geburtsstadt bis 1971 für den Verein Flensburg 08 in der Regionalliga. Er nahm in Hamburg ein Studium der Elektrotechnik auf und spielte ab 1971 für den Hamburger SV in der Bundesliga. Das Hamburger Abendblatt bescheinigte ihm im September 1971 ein „gutes Auge in der Deckung, viel Spielverständnis und einen gewaltigen Schuss“ und bezeichnete ihn beim HSV als „die größte Entdeckung seit Jahren“. Der 1,93 Meter große, auf Halblinks eingesetzte Pickel wurde in der Saison 1973/74 mit 114 Treffern Bundesliga-Torschützenkönig. Zwischen 1974 und 1976 bestritt er 28 Länderspiele für die bundesdeutsche Nationalmannschaft. Zu den Olympischen Sommerspielen 1976 reiste er als Ersatzmann mit, kam aber nicht zum Einsatz.
Von 1976 bis 1982 sowie von 1983 bis 1989 spielte er für den Bundesligisten TuS Nettelstedt. Im Endspiel um den DHB-Pokal im Jahr 1981 bescherte er dem TuS mit einem verwandelten Siebenmeter kurz vor Schluss den Titel. Im selben Jahr gewann Pickel mit Nettelstedt den Europapokal der Pokalsieger.
Im August 1994 wurde er Sportlicher Leiter bei der SG Hameln.
Nach der Handballkarriere lebte er in Ostwestfalen. Beruflich wurde Pickel im Vertrieb tätig, zuletzt bis zum Frühjahr 2014 zwölf Jahre als Außendienstmitarbeiter eines Großhandels. Nach dem Übertritt in den Ruhestand übernahm er beim Bundesligisten TuS Nettelstedt-Lübbecke die Aufgabenbereiche Sponsorenbetreuung und Vertrieb.

## Belege
1. ↑  Manfred Heun: Peter Pickel - die ideale Ergänzung zu Klaus Lange. In: Hamburger Abendblatt. 4. September 1971, abgerufen am 6. Oktober 2020.
2. 1 2 3  Jan Kirschner: Schleswig-Holsteins einziger Bundesliga-Torschützenkönig. In: Regionalsport. Abgerufen am 19. September 2020.
3. ↑  Pickel traf nur zweimal. In: Hamburger Abendblatt. 1. April 1974, abgerufen am 20. August 2022.
4. ↑  Kurz notiert. In: Hamburger Abendblatt. 4. August 1994, abgerufen am 20. August 2022.
5. ↑  Peter Pickel geht in den wohlverdienten Ruhestand. In: Gauselmann AG. Abgerufen am 19. September 2020.
6. ↑  Der große Kommunikator. In: Neue Westfälische. Abgerufen am 19. September 2020.

| Personendaten    | Personendaten             |
| ---------------- | ------------------------- |
| NAME             | Pickel, Peter             |
| KURZBESCHREIBUNG | deutscher Handballspieler |
| GEBURTSDATUM     | 5. November 1948          |
| GEBURTSORT       | Flensburg                 |